# Delias muliensis
Delias muliensis is een vlindersoort uit de familie van de Pieridae (witjes), onderfamilie Pierinae.
Delias muliensis werd in 1991 beschreven door Morinaka, van Mastrigt & Sibatani.